# Pilgrim (tidskrift)
Pilgrim är en kristen ekumenisk tidskrift som utkommer med 4 nummer per år, sedan starten år 1994. Pilgrim ges ut av Ekumeniska Kommuniteten i Bjärka-Säby, och är en tidskrift för andlig vägledning som öser ur den kristna kyrkans rika erfarenhet av det inre livet. Fram till våren 2021 hade Pilgrim sin bas på Nya Slottet i Bjärka-Säby i Östergötland, men efter att slottets ägare, Pingstkyrkan i Linköping, sagt upp ett samarbetsavtal med Ekumeniska Kommuniteten har Pilgrim sitt kontor inne i Linköping. Redaktör för tidskriften är Peter Halldorf. 
Tidskriften Pilgrim inbjuder årligen till en rad retreater och ekumeniska möten på olika platser i Norden.